# Comté de Meulan
Le comté de Meulan était au Moyen Âge un comté d'Île-de-France. 

## Historique
La seigneurie de Meulan s'apparentait à l'origine à une vicomté dont la place forte initiale se situait sur l’Ile aux Forts de Meulan. Cette île enserrée par la Seine avait facilité la création d'un pont depuis l'époque gallo-romaine, que le château défendait. Cette place devient essentielle pour contrôler la vallée de la Seine face aux Normands. La seigneurie s'appuyait sur le nord du pagus de Madrie et, de l'autre côté de la Seine, sur une étroite frange s'étendant d'environ cinq kilomètres, détachée du comté du Vexin, comprenant des villages comme Vaux ou Triel.
Meulan et le pagus du Madrie furent sous l'administration des Nibelungides à la fin du IXe siècle. Avant 900 le comte Herbert Ier en hérite par sa mère avec d'autres honneurs des Nibelungides. Lors du partage de l'héritage d'Herbert II entre ses enfants vers 944, sous l'arbitrage du duc Hugues le Grand, Meulan avec Beauvais revient à Lietgarde, épouse de Thibaud le Tricheur. Les comtes Thibaldiens sont représentés à Meulan par des seigneurs (vicomtes) dont le premier qui apparaît dans les sources est Hugues de Meulan.
Peu avant 1015, son titulaire, Galeran est nommé dans une lettre de Fulbert de Chartres, comte alors que son père Hugues possédait ne possédait pas encore ce titre à la fin du Xe siècle. Cette promotion s'accompagne d'un détachement de la fidélité des vicomtes de Meulan envers Eudes II de Blois au profit du roi de France, ainsi qu'un rapprochement avec le duc de Normandie, adversaire jusqu'alors de la maison de Blois.
C'est dans le courant du XIe siècle que les comtes de Meulan édifièrent un second château en rive droite de la Seine, sur le coteau. 
En 1080/1081, quand Robert Ier de Meulan succède à son oncle Hugues III, le comté entra dans l'orbite normande. 
En 1109, le roi Louis VI le Gros ravagea le comté mais deux ans plus tard le comte de Meulan envahit l'île de la Cité à Paris et mit à sac le palais royal en partant de l'église Saint-Gervais-et-Saint-Protais qui dépendait du prieuré Saint-Nicaise de Meulan.
En 1120, c'est Galéran IV de Meulan (1104-1166) qui hérite du comté à la suite de son père Robert Ier.
En 1199, Robert II de Meulan, longtemps indécis entre le roi d'Angleterre et le roi de France, choisit de soutenir Jean sans Terre. Philippe Auguste lui retire son comté et le réunit à la couronne en 1204.